# 津留﨑大成
- 津留崎大成

津留﨑 大成（つるさき たいせい、1997年10月10日 - ）は、千葉県鎌ケ谷市出身のプロ野球選手（投手）。右投右打。東北楽天ゴールデンイーグルス所属。

## 経歴

### プロ入り前
鎌ケ谷市立中部小学校の1年時から中部ユニオンズで野球を始め、6年時には千葉ロッテマリーンズのジュニアチームに選出される。鎌ケ谷市立第二中学校時代は佐倉リトルシニアでプレーし、投手のほかに捕手や内野手も務めた。
慶應義塾高等学校では1年春から公式戦に登板し、2年秋からはエースを担ったが、3年時に右肘の内側側副靱帯を損傷。夏の神奈川県大会準々決勝では強行出場するもチームは敗退し、秋にトミー・ジョン手術を受けた。同期に柳町達、植田将太、1学年下に木澤尚文がいた。
慶應義塾大学への進学後、丸1年間はリハビリに専念。この期間にダルビッシュ有の影響で栄養学やウエイトトレーニングを学び、筋力強化と球速アップに成功する。4年時には最速153キロを記録するまでに成長し、リーグ戦では春秋合わせて13登板、防御率0.98を記録。同期は高校時代からの同期である柳町、植田のほかに、郡司裕也、中村健人がいた。
同年のドラフト会議で東北楽天ゴールデンイーグルスから3位指名を受け、11月21日に契約金6000万円、年俸1000万円で契約に合意した（金額は推定）。背番号は52。

### 楽天時代
2020年の春季キャンプは一軍で迎え、オープン戦や練習試合でも力をアピールし、開幕一軍入りを果たした。開幕後も好調を維持し、プロ初登板から7試合連続無失点を記録。8月4日の福岡ソフトバンクホークス戦でプロ初勝利を挙げるなど、33試合に登板し、1勝1敗1ホールド、防御率4.19を記録し中継ぎ陣の一角を担った。
2021年は、11試合に登板して防御率5.06と一軍定着とはならず、二軍では18試合に登板し防御率6.61と思うような結果が残せずシーズンを終えた。
2022年は、2ホールドを記録したが、好不調の波が激しく与えられたチャンスを掴み取れず11試合の登板で防御率は4.50だった。
2023年は、6～7月に7試合に登板し防御率は1.86だったが、その後は一軍に上がらず、10月20日に右肘関節クリーニング手術を受けたことが公表された。
2024年、6月11日の読売ジャイアンツ戦で2イニングをパーフェクトに抑えると、チームが逆転サヨナラ勝ちし、4年ぶりのプロ2勝目が記録された。8月4日の西武戦では、先発投手が不足するチーム事情もあり、プロ初の先発登板を果たした。初回に守備時間約20分を要し、自身の牽制悪送球が絡んで3失点したが、2回・3回は無失点に抑えて降板し、最終的にチームは勝利した。続く8月12日のソフトバンク戦にも先発したが、3回5失点で敗戦投手となっている。この年は14試合に登板したが、1勝1敗、防御率6.85という成績に終わった。11月21日に40万円増の推定年俸900万円で契約を更改した。

## 人物・プレースタイル
2人兄弟の次男で、兄も野球経験者である。
ゲリット・コールやウォーカー・ビューラーを参考にした、テイクバックの小さいフォームが特徴。最速153キロのストレートに加え、カーブ、ツーシーム、フォークなどの球種を持ち、カットボールをウイニングショットとする。カーブについては日刊スポーツでの報道やプロ野球スピリッツシリーズでの実装データで「マッスルカーブ」という名が付けられているが、本人は名付けておらず、あくまで普通のカーブであるとしている。

## 詳細情報

### 年度別投手成績
| 年 度     | 球 団     | 登 板 | 先 発 | 完 投 | 完 封 | 無 四 球 | 勝 利 | 敗 戦 | セ 丨 ブ | ホ 丨 ル ド | 勝 率 | 打 者 | 投 球 回 | 被 安 打 | 被 本 塁 打 | 与 四 球 | 敬 遠 | 与 死 球 | 奪 三 振 | 暴 投 | ボ 丨 ク | 失 点 | 自 責 点 | 防 御 率 | W H I P |
| --------- | --------- | ----- | ----- | ----- | ----- | -------- | ----- | ----- | -------- | ----------- | ----- | ----- | -------- | -------- | ----------- | -------- | ----- | -------- | -------- | ----- | -------- | ----- | -------- | -------- | ------- |
| 2020      | 楽天      | 33    | 0     | 0     | 0     | 0        | 1     | 1     | 0        | 1           | .500  | 147   | 34.1     | 30       | 1           | 18       | 0     | 1        | 24       | 2     | 0        | 17    | 16       | 4.19     | 1.40    |
| 2021      | 楽天      | 11    | 0     | 0     | 0     | 0        | 0     | 0     | 0        | 1           | ----  | 47    | 10.2     | 11       | 0           | 5        | 1     | 0        | 7        | 0     | 0        | 6     | 6        | 5.06     | 1.50    |
| 2022      | 楽天      | 11    | 0     | 0     | 0     | 0        | 0     | 0     | 0        | 2           | ----  | 56    | 12.0     | 16       | 0           | 6        | 1     | 0        | 7        | 0     | 0        | 6     | 6        | 4.50     | 1.83    |
| 2023      | 楽天      | 7     | 0     | 0     | 0     | 0        | 0     | 0     | 0        | 0           | ----  | 38    | 9.2      | 11       | 1           | 0        | 0     | 0        | 7        | 0     | 0        | 2     | 2        | 1.86     | 1.14    |
| 2024      | 楽天      | 14    | 2     | 0     | 0     | 0        | 1     | 1     | 0        | 0           | .500  | 110   | 23.2     | 36       | 0           | 5        | 0     | 3        | 14       | 0     | 0        | 19    | 18       | 6.85     | 1.73    |
| 通算：5年 | 通算：5年 | 76    | 2     | 0     | 0     | 0        | 2     | 2     | 0        | 4           | .500  | 398   | 90.1     | 104      | 2           | 59       | 2     | 4        | 59       | 2     | 0        | 50    | 48       | 4.78     | 1.53    |

- 2024年度シーズン終了時

### 年度別守備成績
| 年 度 | 球 団 | 投手  | 投手  | 投手  | 投手  | 投手  | 投手     |
| 年 度 | 球 団 | 試 合 | 刺 殺 | 補 殺 | 失 策 | 併 殺 | 守 備 率 |
| ----- | ----- | ----- | ----- | ----- | ----- | ----- | -------- |
| 2020  | 楽天  | 33    | 2     | 5     | 0     | 0     | 1.000    |
| 2021  | 楽天  | 11    | 2     | 1     | 0     | 0     | 1.000    |
| 2022  | 楽天  | 11    | 0     | 3     | 0     | 0     | 1.000    |
| 2023  | 楽天  | 7     | 0     | 1     | 0     | 1     | 1.000    |
| 2024  | 楽天  | 14    | 0     | 3     | 1     | 1     | .750     |
| 通算  | 通算  | 76    | 4     | 13    | 1     | 2     | .944     |

- 2024年度シーズン終了時

### 記録
初記録
- 初登板：2020年6月21日、対オリックス・バファローズ3回戦（京セラドーム大阪）、5回裏に2番手で救援登板、1回無失点
- 初奪三振：同上、5回裏に吉田正尚から見逃し三振
- 初ホールド：2020年7月30日、対千葉ロッテマリーンズ9回戦（ZOZOマリンスタジアム）、6回裏に3番手で救援登板、1回無失点
- 初勝利：2020年8月4日、対福岡ソフトバンクホークス7回戦（楽天生命パーク宮城）、8回表に4番手で救援登板、1回無失点
- 初先発登板：2024年8月4日、対埼玉西武ライオンズ18回戦（ベルーナドーム）、3回3失点で勝敗つかず[19][20]

### 背番号
- 52（2020年[10] - ）

### 登場曲
- 「キン肉マンGo Fight!（2005ver）」串田アキラ（2020年）[26]
- 「Panini」Lil Nas X（2021年 - ）[27]